# Муин Мусаввир

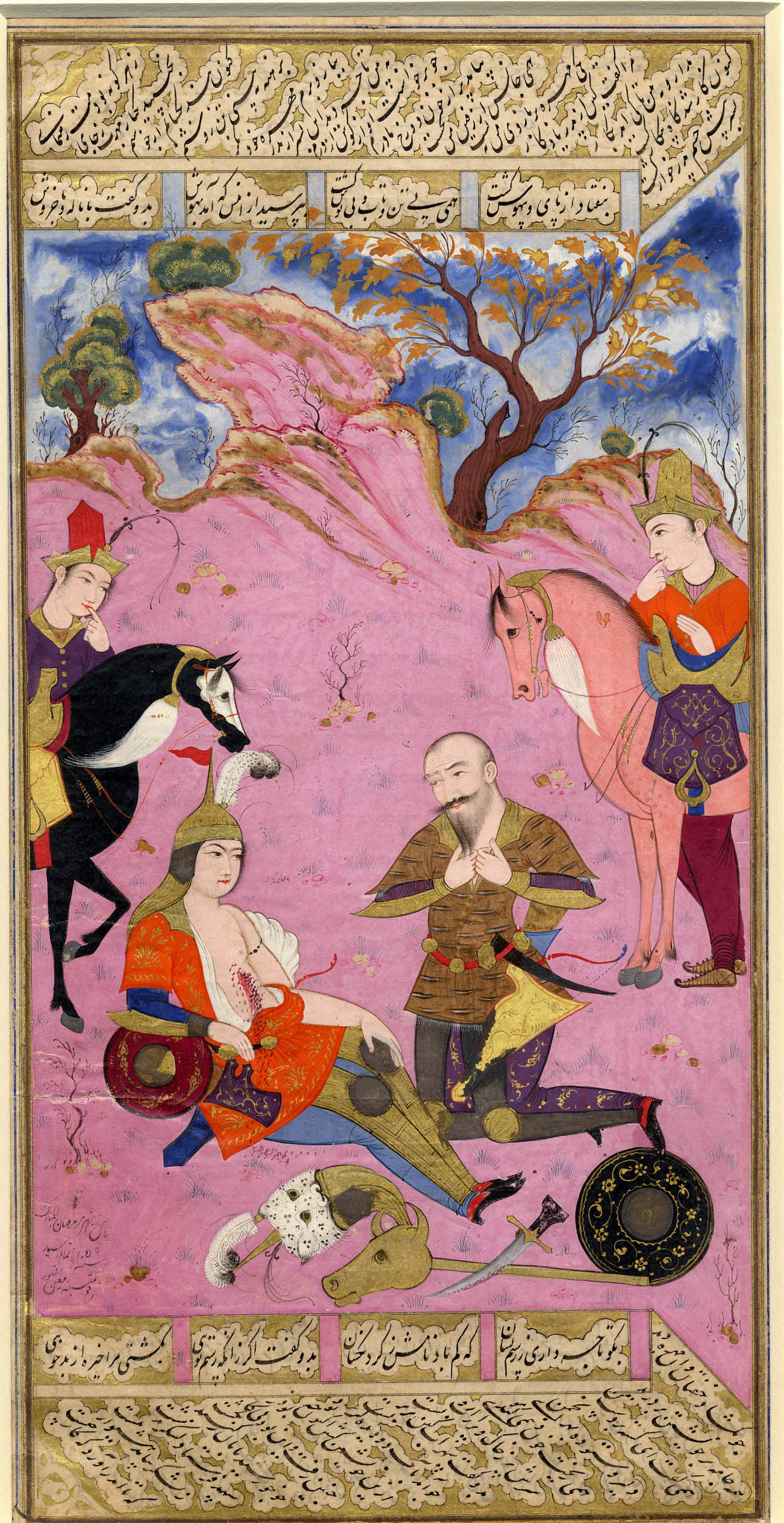
Муин Мусаввир. Смерть Сурхаба. «Шахнаме» Фирдоуси. 1649 Британский музей, Лондон.

Муин Мусаввир (род. 1617 — ум. 1708) — персидский художник.
Муин был самым способным из учеников Ризы-йи-Аббаси. Кроме того, он был самым плодовитым художником XVII века, создавшим широкий спектр работ, жанровое разнообразие которых составило основу для копирования разными художниками — его современниками. Начав работать уже в 1630х годах, Муин между 1630-и и 1667 годами сумел проиллюстрировать шесть только известных списков «Шахнаме» Фирдоуси, и несколько экземпляров жизнеописания шаха Исмаила I. Миниатюру «Смерть Сухраба» из рукописи «Шахнаме» 1649 года (Британская библиотека, Лондон) можно считать вполне типичной для всех иллюстраций, созданных художником к разным спискам эпоса Фирдоуси в этот период. В исключительно статичной композиции два главных героя, Рустам, и его умирающий сын Сухраб, занимают центр листа; позади них изображены слуги и кони. Несмотря на смертельную рану, лицо Сухраба ничего не выражает. Только грозное небо, беспокойный чёрный скакун и стандартный жест удивления — палец, приложенный к губам — подтверждают, что здесь произошло трагическое событие. Для этих иллюстраций характерна однообразная цветовая гамма.

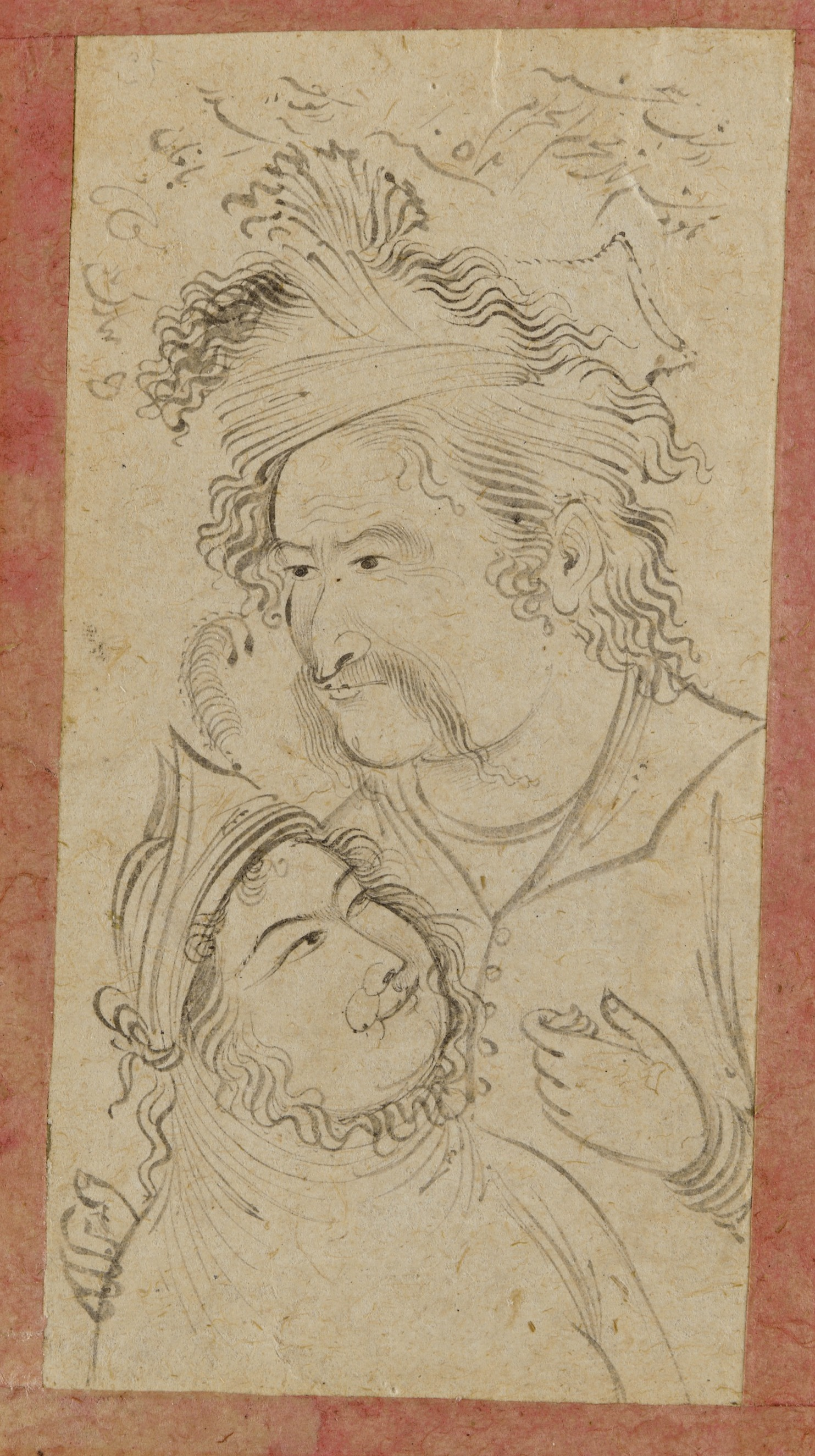
Муин Мусаввир. Влюблённые. Рисунок. 1642. Галерея Фрир, Вашингтон.

Кроме участия в книжных проектах Муин Мусаввир делал большое количество произведений на отдельных листах. Он создавал лёгкие, раскованные рисунки-наброски, линия в которых обладала необычайной свободой, и больше походила на работу кисточкой и жидкой тушью, чем на работу ручкой. В одном из ранних рисунков Муина, «Влюблённые» (1642г, Галерея Фрир, Вашингтон), можно видеть поразительную лёгкость и почти каллиграфическую работу ручкой в изображении волос и тюрбана мужчины.
Круг тем его рисунков простирается от портретов до изображений случаев из жизни, сопровождаемых надписями с указанием обстоятельств, при которых рисунок был выполнен. Таким произведением является выполненный коричневой ручкой рисунок «Тигр, напавший на юношу» (1672 г. Бостон, МИИ). На нём изображено драматическое событие, свидетелем которого был сам Муин. В довольно обстоятельной надписи он сообщает, что в понедельник, в светлый день Рамадана 1082 года (1672 г. н. э.) бухарский посол привёз тигра и носорога в качестве даров Его Величеству шаху Сулейману. Внезапно тигр бросился на стоявшего неподалёку помощника бакалейщика — 15-16и летнего юношу, и отгрыз ему пол лица. В течение часа тот скончался (на рисунке можно видеть, как несколько мужчин пытаются оттащить тяжёлое тело тигра от его жертвы). Правда, далее в своей надписи художник сообщает о количестве прошедших снегопадов, о росте цен на товары и т. д. Похоже, что Муин делал этот рисунок для себя, он был как бы частью дневника, который художник вёл для своих потребностей. Новым было то, что художник вышел за рамки традиции, и брался за самые неожиданные темы из обыденной жизни. Исследователи считают, что Муин большую часть своей жизни рисовал не в шахской китабхане, а у себя дома.

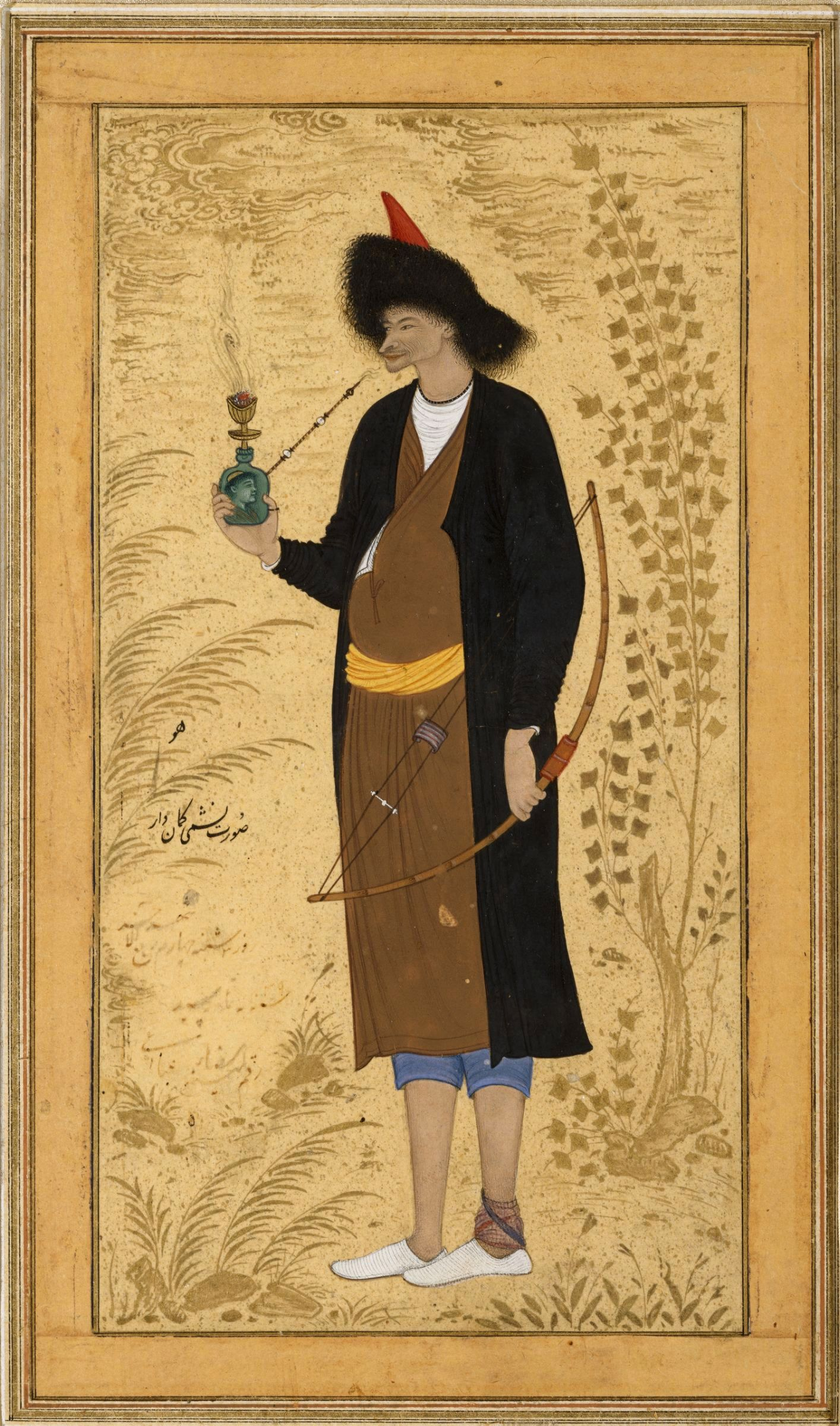
Риза-йи-Аббаси. Лучник Нашми. 1622г. Кембридж, Музей Гарвардского Университета.
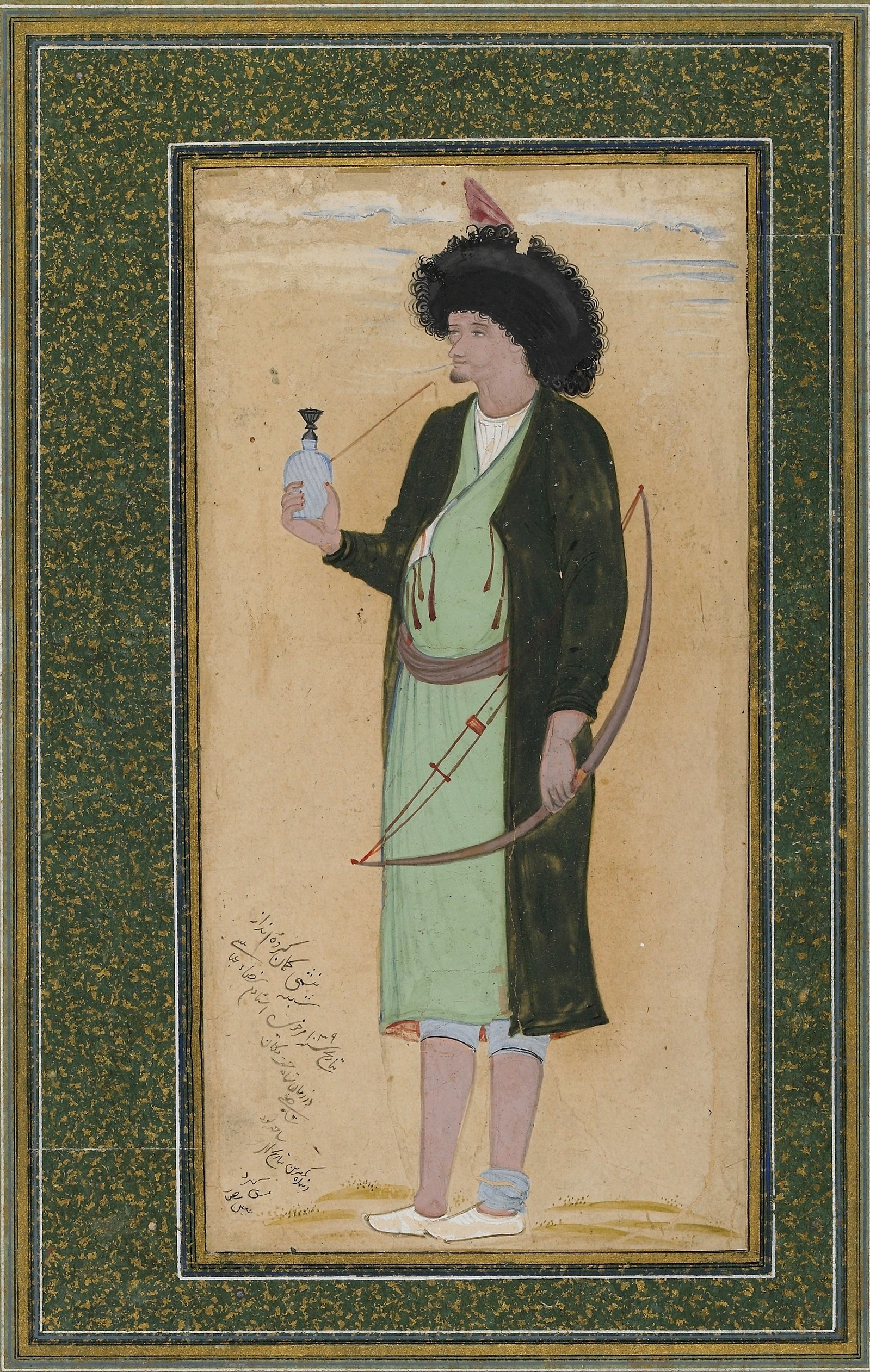
Муин Мусаввир. Лучник Нашми. 1670е гг. Галерея Фрир, Вашингтон.
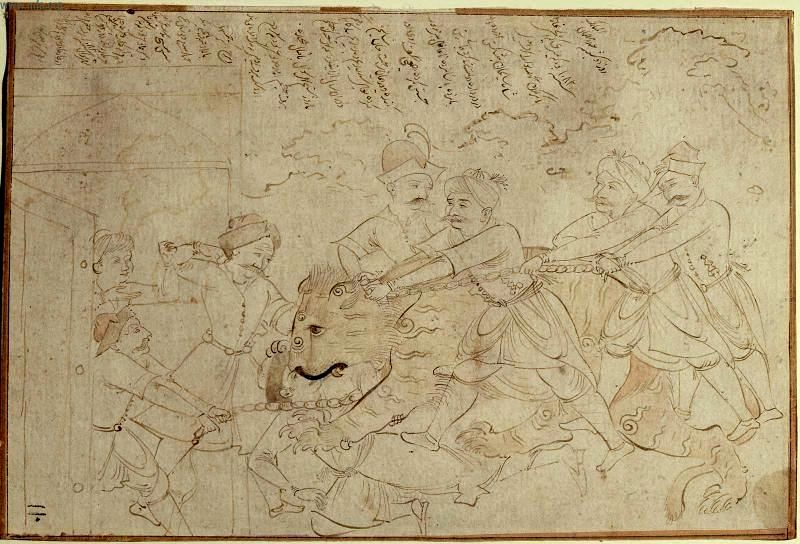
Муин Мусаввир. Тигр напавший на юношу. 1672. Бостон, МИИ.
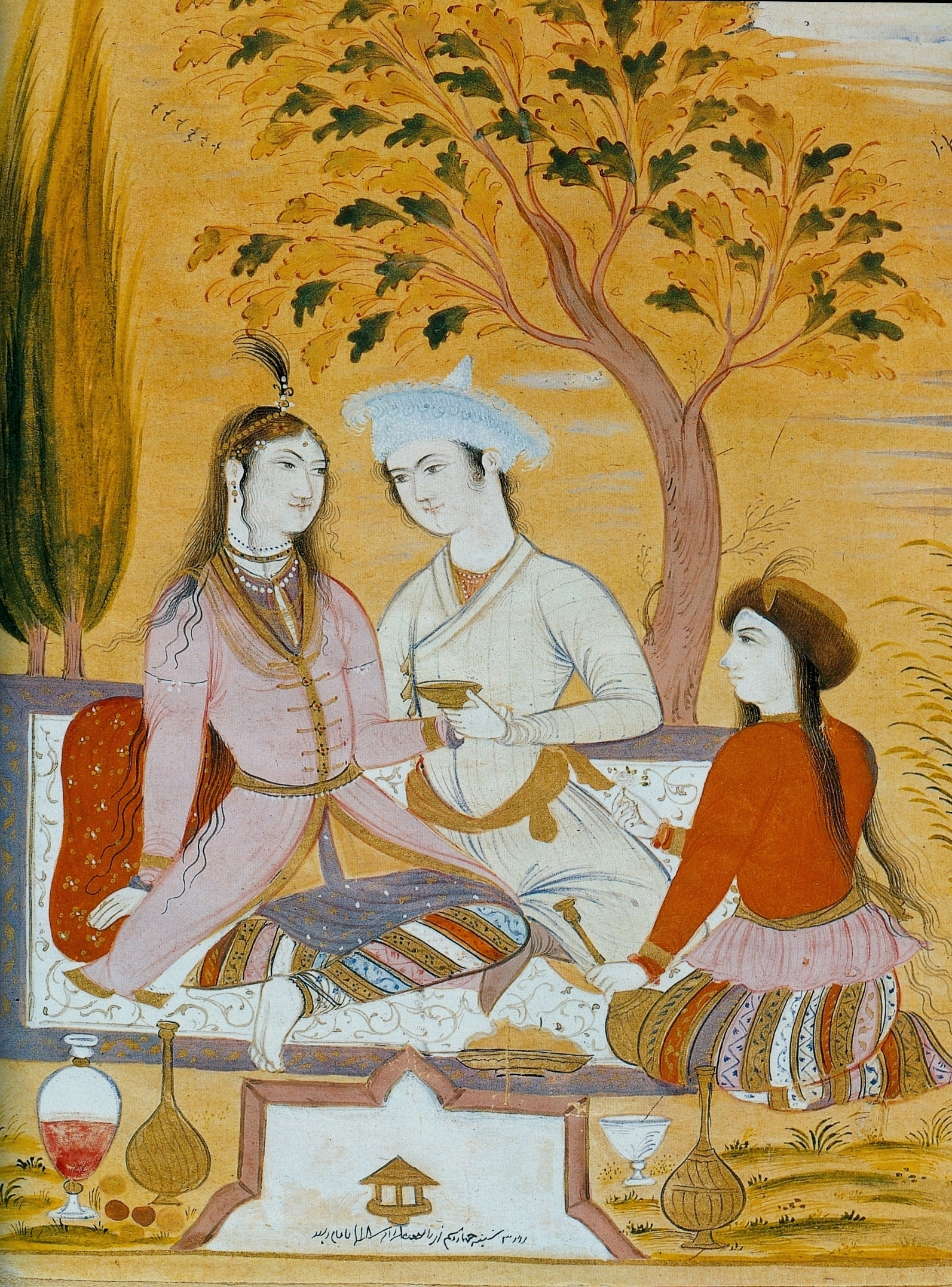
Муин Мусаввир. Влюбленные и служанка. 1696 г. Эрмитаж, Санкт Петербург.

Наряду с рисунками ручкой, Муин Мусаввир создавал полноценные миниатюры на отдельных листах. Часто это были портреты. К таким относится «Лучник Нашми» — копия с работы Ризы-йи-Аббаси, которую Муин сделал, вероятно, как дань уважения своему учителю. Миниатюра Ризы создавалась в тот период жизни, когда он предпочёл общаться не с придворной знатью, а с простолюдинами, к которым принадлежал лучник Нашми. Это было время реформы в армии — шах Аббас I снабдил вооруженные силы огнестрельным оружием, и лучники остались не у дел. В миниатюре Ризы есть доля сочувствия или некой фронды, чего уже не могло быть в произведении Муина. Вероятно, образ учителя не покидал Муина Мусаввира в течение долгих лет — в 1673 году, почти через сорок лет после смерти Ризы-йи-Аббаси, художник создает его портрет (Библиотека Принстонского Университета, собрание Гарретта).
Муин прожил долгую жизнь, а число его произведений, дошедших до наших дней, достаточно велико. Он работал в разных жанрах, и после смерти своего учителя был ведущим мастером второй половины XVII века. Однако несмотря на свой талант и долгую жизнь (а его творческая биография захватила даже начало века восемнадцатого) он не смог создать школу своих последователей, как это сделал Риза-йи-Аббаси.